# Spike:After the Fall
『Spike:After the Fall』は、アメリカ合衆国で発売されたコミック『Angel:After The Fall』のスピンオフ作品。全4章からなる。2008年に1冊のグラフィック・ノベルにまとめられ、IDWから発行された。
内容は『Angel:After The Fall』の1エピソード『First Night』と『Angel:After The Fall』の第2章の中間に位置する。

## ストーリー
ロサンゼルス市内でイリリアと行動をともにするスパイクは、ヒュー・ヘフナーの屋敷が女怪に占拠されていることを知る。トラックで屋敷に突入したスパイクだったが、屋敷を占拠した女怪ノンと彼女の護衛の女たちから暴行を受け、屋敷の地下室に監禁される。地下室でスパイダーと出会ったスパイクは、再びこの屋敷の女怪に戦いを挑み、彼女を倒す。そして街の有力者の一人サンタモニカ卿から、イリリアとともに2代目のビバリーヒルズ卿の称号を得る。

## 登場人物
スパイク
バンパイア
イリリア
スパイクの友人。
スパイダー
本名マリア。蜘蛛の化身であり、背中に8本の足を持つ。
サンタモニカ卿
サメの頭を持つ怪人。
チャールズ・ガン
バンパイア。
ノン
初代ビバリーヒルズ卿。
コナー
エンジェルとダーラの息子。